# Gockenholz

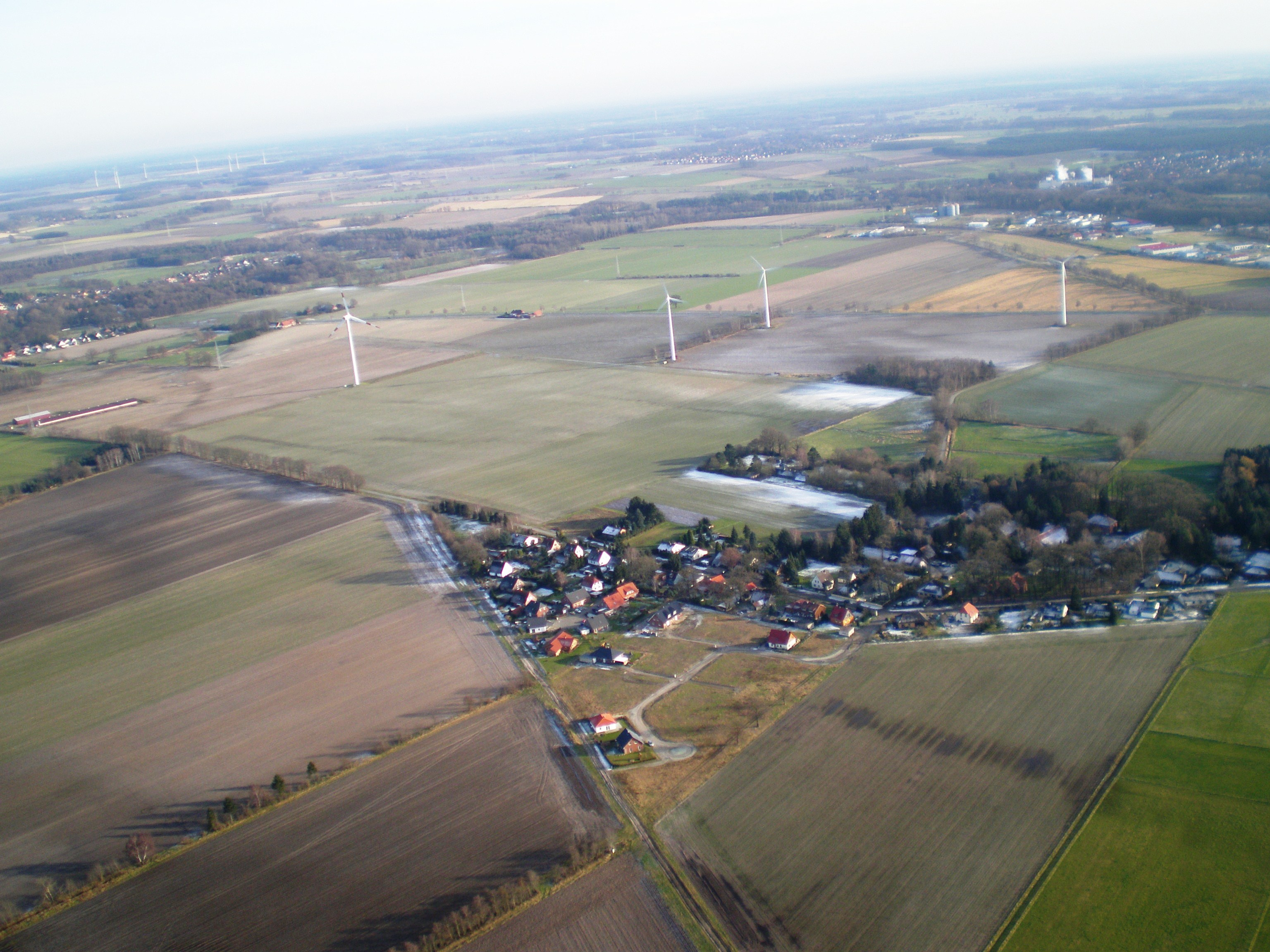
Oberdorf

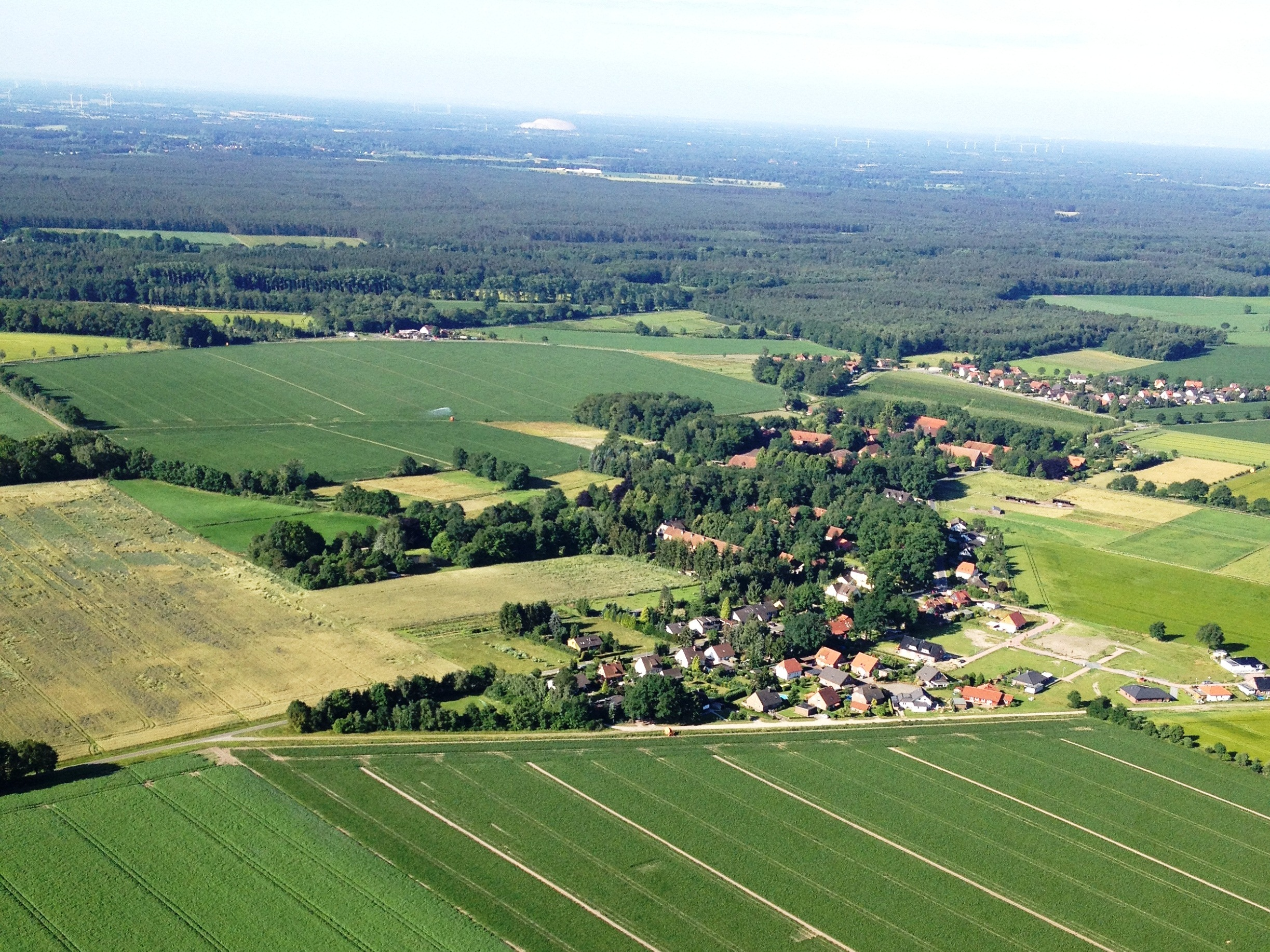
Gesamtansicht

Gockenholz ist ein Dorf in der Gemeinde Lachendorf, Landkreis Celle, Niedersachsen, etwa 10 km östlich der Stadt Celle mit etwa 449 Einwohnern.

## Geografie
Bei Gockenholz befindet sich der Gockenholzer Kanal.
Höchste Erhebung ist mit 63 m ü. NN der Wehenberg nördlich des Ortskerns.

## Geschichte
Das heutige Dorf ist aus den beiden Ortsteilen Overlingen (Hof Nr. 1–3) und Gockenholz (Nr. 4–7) entstanden. Die älteste urkundliche Erwähnung von Gockenholz stammt aus dem Jahre 1235 und bezieht sich auf die Gründung des Klosters Wienhausen. Herzog Otto gab der Pfalzgräfin Agnes von Landsberg zum Ersatz des Schlosses Altencelle, das sie ihm überlassen hatte, u. a. vier Höfe in „Gakenholte“. In der Urkunde heißt es:
Otto Puer Agneti Palatinae pro castro Zelle unam fartaginem in salina Lüneburg, & molendinum in Lachtenhusen, & quatuor domos in Gakenholte dat, mox monasterio Winhusano collatas.
Übersetzt: „… uns resigniert und uns und unsern Erben auf immer überlassen hat, der Kirche in Wienhausen, welche sie auf ihre Kosten errichtet hat, aus unserm Vermögen eine Pfanne auf der Saline zu Lüneburg und eine Mühle in Lachtehausen und vier Häuser in Gockenholz, mit allem dazugehörigen Rechte und Nutzung gekauft haben …“
Der Name Gockenholz stammt aus dem Germanischen und bedeutet so viel wie „Kuckuckswald“. Schon in der Bronzezeit vor 1800 v. Chr. war das Gebiet besiedelt, fand man doch vom Heideeck bis Gockenholz etwa 20 bronzezeitliche Hügelgräber.
Mit Urkunde vom 17. September 1241 übertrug Bischof Konrad II. dem Kloster Wienhausen den Zehnten in Gakenholte, den es von Ritter Johannes von Essenrode gekauft hatte, welcher den Zehnten den Brüdern Luthard III. und Luthard IV. von Meinersen resignierte, die ihn wieder dem Bischof aufließen.
1302 (Januar. E. Epy. dom. phiph. si.) verlautet in einer Urkunde: „Jllustris domina Mechthildis duxissa de Wenden dedit allodium minus cum tol[a] decima in Gakenholte et minutis decimis in Hauekorst in Noua Jndagine et duobus eklagis, ymaginem beate virginis argenteam et alia plura clenodia.“ Mit Urkunde vom 20. September 1317 gestatteten die Gebrüder Conrad und Otto von Marenholtz dem Herzog Otto von Braunschweig und Lüneburg die Wiedereinlösung der Vogtei über 5 Höfe zu Gockenholz.
Am 1. Januar 1973 wurde Gockenholz in die Gemeinde Lachendorf eingegliedert.
Im Jahr 2010 feierte Gockenholz mit vier Dorfveranstaltungen sein 775-jähriges Bestehen.

## Wirtschaft und Infrastruktur
Gockenholz liegt an der Kreisstraße 76 (K 76), die im Nordwesten nach Alvern und über die Kreisstraße 29 zum Celler Ortsteil Garßen weiterführt. Im Südosten bei Lachendorf mündet die K 76 in die Landesstraße 282 Richtung Celle. Südöstlich des Ortes befindet sich ein Windpark mit vier Windkraftanlagen.
Im Ort befindet sich ein Feuerwehrhaus für die Freiwillige Feuerwehr Gockenholz, die für den Brandschutz und die allgemeine Hilfe sorgt.

### Wege und Straßen
- Alvernscher Weg
- Alter Kirchweg
- Dorfstraße
- Garßener Straße
- Kirchweg
- Lerchenweg
- Margret-Alps-Weg
- Erbsgarten
- Stauwiesenweg
- Wilhelm-Kruse-Weg
- Wolfgang-Zerna-Weg